# Takayuki Suzuki
Takayuki Suzuki (jap. 鈴木隆行 Suzuki Takayuki; ur. 5 czerwca 1976 w Hitachi) – japoński piłkarz grający na pozycji napastnika w Portland Timbers. Mierzy 182 cm wzrostu.

## Kariera klubowa
Suzuki pochodzi z Hitachi. Swoją zawodową karierę piłkarską rozpoczął w 1996 r. w Kashima Antlers. W debiutanckim sezonie tam spędzonym jego drużyna została mistrzem Japonii, jednak Takayuki wystąpił tylko w jednym spotkaniu. Przeszedł więc do brazylijskiego zespołu – CFZ, występującego wówczas w III lidze. Tam był podstawowym zawodnikiem swojej ekipy. Po jednym sezonie tam spędzonym powrócił do swojego wcześniejszego klubu. Nie zdołał tam jednak wywalczyć miejsca w wyjściowej jedenastce. Jego ekipa znów triumfowała w lidze, jednak Suzuki nie doczekał się tego sukcesu, ponieważ w tym samym sezonie przeszedł do innego japońskiego klubu – JEF United Ichihara. Zagrał tam w siedmiu ligowych spotkaniach, a jego drużyna zajęła dopiero 16. miejsce w tabeli.
Od sezonu 1999 zaczął grać w CFZ. W tym samym roku przeniósł się do klubu, którego jest wychowankiem. Wystąpił tam zaledwie w jednym spotkaniu. Ekipa Antlers zajęła 9. miejsce w lidze. W następnym sezonie zaczął występować w Kawasaki Frontale. Zagrał tam w 11 spotkaniach. Potem powrócił na Kashima Stadium. Zdołał w końcu wywalczyć tam miejsce w wyjściowym składzie. W czasie gry w tym zespole został dwa razy mistrzem Japonii. W sezonie 2001 występując w 26 spotkaniach i strzelając dwa gole, znacznie przyczynił się do triumfu swojego klubu w lidze. Rok po tym sukcesie przeniósł się do Racing Genk, które wówczas występowało w Eerste Klasse. Z tą drużyną doszedł do fazy grupowej Ligi Mistrzów, jednak jego ekipa zajęła w niej ostatnie miejsce. Na tym turnieju Takayuki wystąpił w 4 spotkaniach i zaliczył jedną asystę.
W roku 2003 powrócił do Kashimy. Zagrał tam jednak w 4 spotkaniach. W tym samym sezonie powrócił do Belgii, jednak nie do Racingu tylko do Heusden-Zolder. Był tam podstawowym zawodnikiem. Jego drużyna zajęła dopiero 17. miejsce w lidze. Suzuki powrócił więc do ekipy Antlers. W 2005 przeszedł do Crvenej zvezdy Belgrad. W pierwszym sezonie tam spędzonym jego drużyna została mistrzem Serbii. Suzuki wystąpił wówczas w 6 spotkaniach. W następnym sezonie jego klub znów zajął pierwsze miejsce w lidze, jednak Takayuki nie doczekał końca sezonu i 19 stycznia 2007 r. przeniósł się do swojej ojczyzny do Yokohama F. Marinos. Nie zdołał wywalczyć tam miejsca w wyjściowym składzie. 28 marca 2008 podpisał roczny kontrakt z amerykańskim zespołem Portland Timbers. W tym klubie gra z numerem 30.

### Kariera w liczbach
Stan na 31 stycznia 2008
| Sezon   | Klub                | Kraj              | Liga              | Występy | Gole | Asysty |
| ------- | ------------------- | ----------------- | ----------------- | ------- | ---- | ------ |
| 1996    | Kashima Antlers     | Japonia           | J-League          | 1       | 0    | ?      |
| 1997    | CFZ                 | Brazylia          | III liga          | 21      | 7    | ?      |
| 1998    | Kashima Antlers     | Japonia           | J-League          | 3       | 1    | ?      |
| 1998    | JEF United Ichihara | Japonia           | J-League          | 7       | 0    | ?      |
| 1999    | CFZ                 | Brazylia          | III liga          | ?       | ?    | ?      |
| 1999    | Kashima Antlers     | Japonia           | J-League          | 1       | 0    | ?      |
| 2000    | Kawasaki Frontale   | Japonia           | J-League          | 11      | 0    | ?      |
| 2000    | Kashima Antlers     | Japonia           | J-League          | 5       | 2    | ?      |
| 2001    | Kashima Antlers     | Japonia           | J-League          | 26      | 6    | ?      |
| 2002    | Kashima Antlers     | Japonia           | J-League          | 8       | 0    | ?      |
| 2002/03 | Racing Genk         | Belgia            | Eerste Klasse     | 19      | 0    | ?      |
| 2003    | Kashima Antlers     | Japonia           | J-League          | 4       | 0    | ?      |
| 2003/04 | Heusden-Zolder      | Belgia            | Eerste Klasse     | 30      | 5    | ?      |
| 2004    | Kashima Antlers     | Japonia           | J-League          | 14      | 5    | ?      |
| 2005    | Kashima Antlers     | Japonia           | J-League          | 25      | 3    | ?      |
| 2005/06 | FK Crvena zvezda    | Serbia            | Super liga Srbije | 6       | 0    | ?      |
| 2006/07 | FK Crvena zvezda    | Serbia            | Super liga Srbije | 0       | 0    | 0      |
| 2007    | Yokohama F. Marinos | Japonia           | J-League          | 3       | 0    | 1      |
| 2008    | Portland Timbers    | Stany Zjednoczone | II liga           | 3       | 1    | 1      |

### Ważniejsze turnieje międzynarodowe
| Sezon   | Klub        | Kraj   | Nazwa turnieju     | Występy | Gole | Asysty | Końcowy wynik drużyny |
| ------- | ----------- | ------ | ------------------ | ------- | ---- | ------ | --------------------- |
| 2002/03 | Racing Genk | Belgia | Liga Mistrzów UEFA | 4       | 0    | 1      | Faza grupowa          |

## Kariera reprezentacyjna
Takayuki Suzuki w reprezentacji swojego kraju zadebiutował w 2001 r. W tym samym roku został powołany przez selekcjonera Pchilippa Troussiera do kadry na Puchar Konfederacji. Na tym turnieju Japończycy dotarli do finału, w którym ulegli 1-0 Francji a sam Suzuki wystąpił w trzech z pięciu spotkań i dwa razy wpisał się na listę strzelców. Rok później został powołany przez tego samego selekcjonera na mundial, który wówczas odbywał się w jego ojczźnie i Korei Południowej. Na tych mistrzostwach Japonia dotarła do 1/8 finału, w którym to musiała uznać wyższość Turcji. Takayuki wówczas zagrał we wszystkich spotkaniach swej ekipy i strzelił jednego gola w zremisowanym 2-2 meczu z Belgią. W roku 2004 Zico powołał go do 26-osobowej kadry na Puchar Azji. Japonia wygrała ten turniej pokonując w finale 3-1 reprezentację Chin. Suzuki wystąpił wtedy we wszystkich spotkaniach. Rok później ten sam selekcjoner powołał go na następny Puchar Konfederacji. Japończycy nie zdołali wyjść z grupy a Takayuki zagrał w jednym spotkaniu. Wystąpił on także w 9 meczach eliminacji do mundialu 2006. Łącznie w barwach narodowych wystąpił 55 razy i strzelił 11 goli.

### Występy w ważniejszych międzynarodowych turniejach
| Drużyna | Nazwa turnieju              | Występy           | Występy              | Gole |
| Drużyna | Nazwa turnieju              | Od początku meczu | Wejście z ławki rez. | Gole |
| ------- | --------------------------- | ----------------- | -------------------- | ---- |
| Japonia | Puchar Konfederacji 2001    | 3                 | 0                    | 2    |
| Japonia | mundial 2002                | 3                 | 1                    | 1    |
| Japonia | Puchar Azji 2004            | 6                 | 0                    | 1    |
| Japonia | Puchar Konfederacji 2005    | 0                 | 1                    | 0    |
| Japonia | eliminacje do mundialu 2006 | 5                 | 4                    | 3    |

### Gole dla reprezentacji
| Lp. | Data                 | Miejsce                      | Przeciwnik | Wynik | Końcowy rezultat | Rozgrywki                   |
| --- | -------------------- | ---------------------------- | ---------- | ----- | ---------------- | --------------------------- |
| 1.  | 2 czerwca 2001       | Niigata, Japonia             | Kamerun    | 1-0   | Zwycięstwo       | Puchar Konfederacji 2001    |
| 2.  | 2 czerwca 2001       | Niigata, Japonia             | Kamerun    | 2-0   | Zwycięstwo       | Puchar Konfederacji 2001    |
| 3.  | 7 października 2001  | Southampton, Wielka Brytania | Nigeria    | 2-2   | Remis            | mecz towarzyski             |
| 4.  | 4 czerwca 2002       | Saitama, Japonia             | Belgia     | 2-2   | Remis            | mundial 2002                |
| 5.  | 9 czerwca 2004       | Saitama, Japonia             | Indie      | 7-0   | Zwycięstwo       | Eliminacje do mundialu 2006 |
| 6.  | 9 lipca 2004         | Hiroszima, Japonia           | Słowacja   | 3-1   | Zwycięstwo       | mecz towarzyski             |
| 7.  | 31 lipca 2004        | Chongqing, Chiny             | Jordania   | 1-1   | Zwycięstwo       | Puchar Azji 2004            |
| 8.  | 18 sierpnia 2004     | Shizuoka, Japonia            | Argentyna  | 1-2   | Porażka          | mecz towarzyski             |
| 9.  | 8 września 2004      | Kalkuta, Indie               | Indie      | 4-0   | Zwycięstwo       | Eliminacje do mundialu 2006 |
| 10. | 13 października 2004 | Maskat, Oman                 | Oman       | 1-0   | Zwycięstwo       | Eliminacje do mundialu 2006 |
| 11. | 2 lipca 2005         | Saitama, Japonia             | Syria      | 3-0   | Zwycięstwo       | mecz towarzyski             |

## Sukcesy

### Klubowe
- Mistrz Japonii (3):1996, 2000, 2001
- Mistrz Serbii (1):2005/06

### Międzynarodowe
- Finalista Pucharu Konfederacji (1):2001
- Zwycięzca Pucharu Azji (1):2004